# Preuilly-la-Ville
Preuilly-la-Ville is een gemeente in het Franse departement Indre (regio Centre-Val de Loire) en telt 157 inwoners (2005). De plaats maakt deel uit van het arrondissement Le Blanc.

## Geografie
De oppervlakte van Preuilly-la-Ville bedraagt 4,2 km², de bevolkingsdichtheid is 37,4 inwoners per km².
De onderstaande kaart toont de ligging van Preuilly-la-Ville met de belangrijkste infrastructuur en aangrenzende gemeenten.

## Demografie
Onderstaande figuur toont het verloop van het inwonertal (bron: INSEE-tellingen).